# Géza Kuun
Dans le nom hongrois Kuun Géza, le nom de famille précède le prénom, mais cet article utilise l’ordre habituel en français Géza Kuun, où le prénom précède le nom.
Géza Kuun, comte d'Ozsdola (en hongrois : ozsdolai gróf Kuun Géza, [ˈoʒdolɒi ˈgɾo:f kuːn ge:zɒ]), né le 29 décembre 1838 à Nagyszeben et décédé en 1905 à Kolozsvár, est un linguiste, un philologue et un orientaliste hongrois du XIXe siècle, membre de l'Académie hongroise des sciences.

## Source
- Szinnyei József: Magyar írók élete és munkái VII. (Köberich–Loysch), Budapest: Hornyánszky. 1900 ("La vie et les œuvres d'écrivains hongrois, Tome 7")